# Rhizophagus dimidiatus
Rhizophagus dimidiatus es una especie de coleóptero de la familia Monotomidae. Se alimenta de raíces.

## Distribución geográfica
Habita en Canadá y Alaska (Estados Unidos).